# Pelourinho do Fundão
O Pelourinho do Fundão localiza-se na freguesia de Fundão, Valverde, Donas, Aldeia de Joanes e Aldeia Nova do Cabo, no município do Fundão, distrito de Castelo Branco, em Portugal.
Encontra-se classificado como Monumento Nacional desde 1910.
Trata-se de uma reconstituição, realizada em 1935, reutilizando o capitel original, segundo estudo de José Germano da Cunhal, com base em fotografias e desenhos do pelourinho original. Assenta num alto soco de sete degraus. Sobre o fuste oitavado, apoiado num plinto paralelepipédico, dispõe-se um capitel de secção ortogonal com volutas, rematado por um bloco troncopiramidal sobrepujado por uma cruz de ferro.